# Lucas Secon
Lucas Secon, noto anche con lo pseudonimo di Lucas (Copenaghen, 3 novembre 1970), è un rapper e produttore discografico danese naturalizzato statunitense.

## Carriera
Nato in Danimarca, è figlio di Paul Secon, cofondatore della Pottery Barn. Dopo essersi trasferito a New York da ragazzo, ha iniziato ad appassionarsi all'hip hop e alle arti marziali. Attivo anche come artista concettuale, è conosciuto soprattutto per il singolo Lucas with the Lid Off (1994), presente nel suo secondo album. Ha collaborato, tra gli altri, come produttore e non, con Toni Braxton, Sugababes, Aaron Carter, Liberty X, Keisha White, Sarah Connor, The Pussycat Dolls, Kylie Minogue e altri.

## Discografia
Album
- 1990 - To Rap My World Around You
- 1994 - Lucacentric